# Harinxma State
De Harinxma State (ook wel: Wythia Harinxsma huys of Doeckama state) is een voormalige state in Sneek. Toentertijd lag de state in Loënga.
Over de locatie van de state is onduidelijkheid, wel is duidelijk dat deze ten noorden van Sneek lag binnen de locatie van de huidige woonwijk Harinxmaland. De state is vernoemd naar de bewoners: het invloedrijke geslacht Harinxma. De state stond vlak bij een natuurlijke geul die leidde tot de Middelzee.
Het gebouw komt in 1470 voor het eerst in de geschiedenisboeken voor als Wythia Harinxma huys aan ae Legha Wey. In 1496 kwam het gebouw in handen van Sneker Schieringers. Hierna werd het bewoond door Wythie Harinxma en later door Ath Bonninga en Sirick Harinxma (die ook de Bonningastins bezaten) en later door hun dochter Auck Harinxma. Over dit laatste feit verschillen de meningen van historici. Zo vestigde zij zich volgens Noomen (2009) op een andere locatie nabij het dorp.
Aan de state herinnert nog een opvallend patroon van sloten.
In 2007 werd archeologisch onderzoek gedaan op de locatie van de state. Hier werd nederzettingsafval uit de 13e tot 15 eeuw gevonden. Daarnaast is puin van de state gevonden, dat is te dateren als 16e- tot 19e-eeuws. In 2008 is men begonnen met de bouw van een nieuwe woonwijk op deze locatie: het Harinxmaland.
Ook in Beetsterzwaag bevindt zich een Harinxmastate. Deze wordt nog particulier bewoond.